# 김종호 (금융인)

김종호(생년월일 미상)은 한국계 캐나다인 기업인으로, 케이프투자증권의 모회사인 케이프의 회장이다. 케이프는 코스닥 상장회사로, 매출 1221억원, 영업이익 61억원, 직원 수 133명을 보유한 중소기업이다. 김종호는 캐나다 퀘벡 주 몬트리올에 위치한 맥길 대학교를 졸업하였고, IBM 캐나다에서 근무한 경력이 있다. 

## 참고 자료
- 매각 인수 나선 ‘케이프투자증권’ 주위 우려 불식시키려면
- 케이프증권 모기업 케이프는 어떤 회사? 선박 실린더 제조사로 출발...2전3기 끈기로 제도권 금융 진입
- 김종호 회장, '케이프 매각 후 재투자' 영향력 유지하나